# Showdown (sport)
Pour les articles homonymes, voir Showdown.

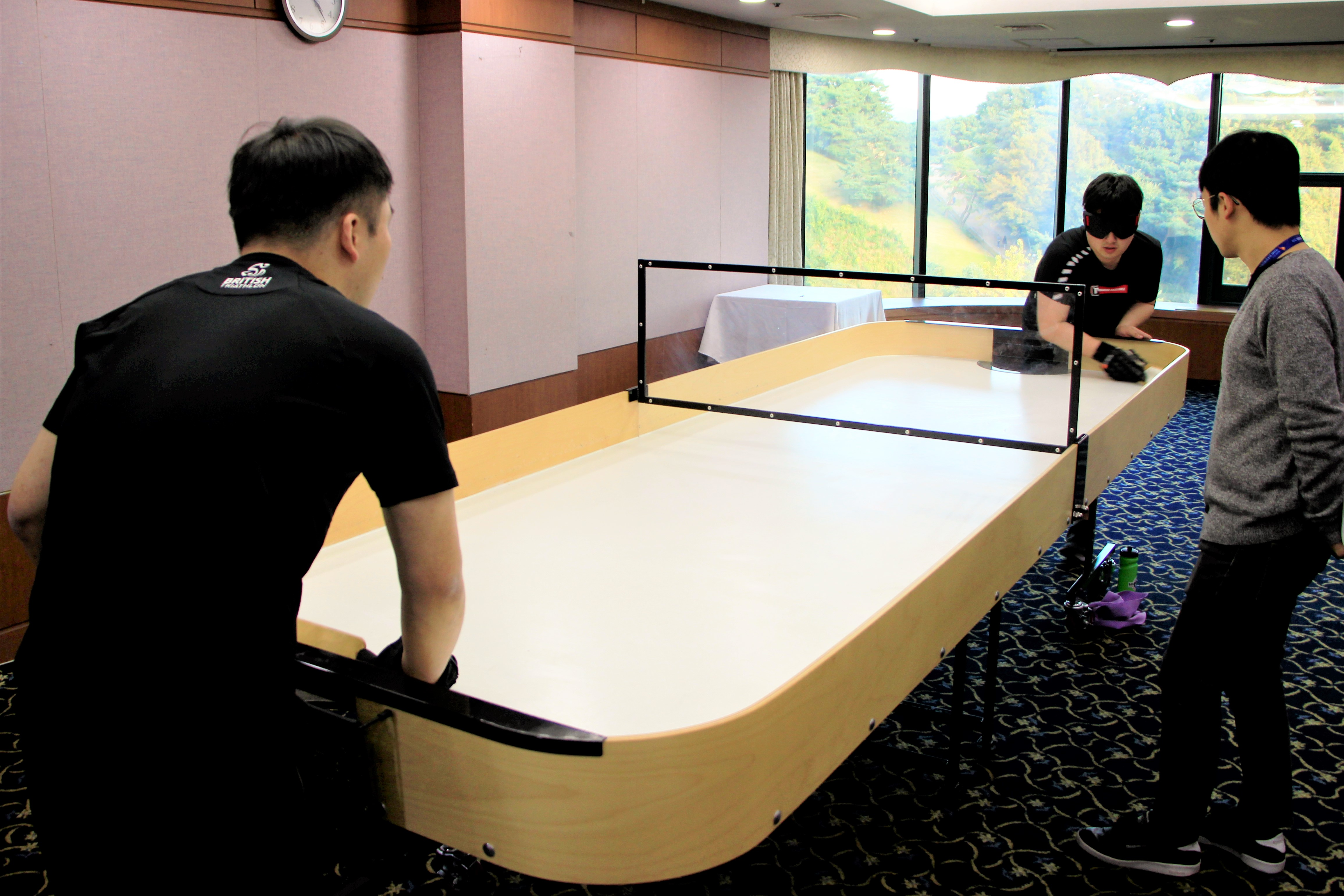
Festival national des sports 2019,match d'entraînement.

Le showdown est un sport à destination des personnes aveugles et malvoyantes alliant en quelque sorte le air hockey et le tennis de table. Il connaît un développement rapide dans les années 2010 ceci à travers le monde. Les personnes voyantes pratiquent également ce sport ; ils ne sont toutefois pas autorisés à participer aux tournois officiels organisés par la fédération internationale des sports pour aveugles (IBSA). Son intégration au programme des Jeux paralympiques est régulièrement évoquée.